# Openwall
Openwall Project — разработчик программ для безопасности, в том числе Openwall GNU/*/Linux (Owl), обеспечивающей безопасность операционной системы для серверов. Патчи и расширения безопасности Openwall были включены во многие основные дистрибутивы Linux.
Как следует из названия, Openwall GNU/*/Linux привлекает исходные тексты и концепции дизайна из многочисленных источников; наиболее важным для проекта является использование ядра Linux и части пользовательской среды GNU, различных BSD, таких как OpenBSD для своего пакета OpenSSH, и собственная версия функции crypt на основе Blowfish для хеширования паролей, совместимая с реализацией OpenBSD.

## Релизы Openwall GNU/*/Linux
| Версия                                                                     | Дата релиза     | Дата прекращения поддержки | Версия ядра |
| -------------------------------------------------------------------------- | --------------- | -------------------------- | ----------- |
| 0.1                                                                        | 13 марта 2002   | Неизвестно                 | 2.2.20      |
| 1.0                                                                        | 2002-≈≤≥10-15   | Неизвестно                 | 2.2.22      |
| 1.1                                                                        | 23 декабря 2003 | Неизвестно                 | 2.4.23      |
| 2.0                                                                        | 14 февраля 2006 | Неизвестно                 | 2.4.32      |
| 3.0                                                                        | 16 декабря 2010 | Неизвестно                 | 2.6.18      |
| 3.1                                                                        | 5 января 2015   | Неизвестно                 | 2.6.18      |
| Старая версия, не поддерживаетсяСтарая поддерживаемая версияТекущая версия |                 |                            |             |

## PoC||GTFO

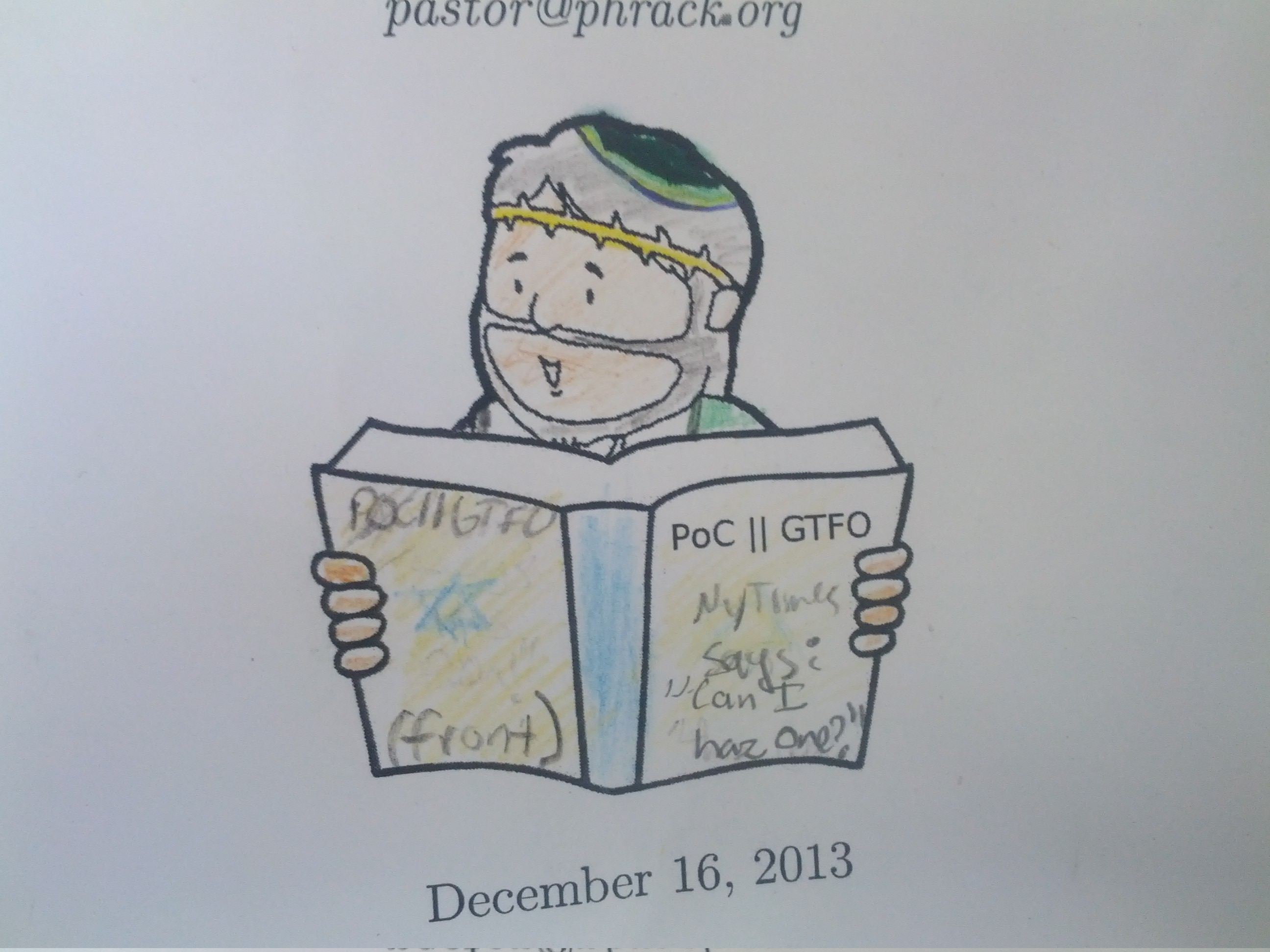
Рабби Манул Лапхроайг

«GTFO Issues» создан Openwall Project под лицензией samizdat. Первый выпуск № 00 был опубликован в 2013 году, выпуск № 02 — показал Chaos Computer Club. Выпуск № 07 в 2015 году была почтением к Dr. Dobb’s Journal, который может быть представлен как .pdf, .zip, .bpg или .html.

## Программное обеспечение для общего пользования
Проект Openwall поддерживает также список алгоритмов и исходного кода, который является общедоступным программным обеспечением.

## Мнения
LWN.net рассмотрел Openwall Linux 3.0. Здесь было написано:
Первый вопрос, который будет у большинства людей — это: «Что такое «усиленная безопасность» о Owl? Не являются ли основные дистрибутивы Linux, такие как Red Hat Enterprise Linux, Ubuntu, openSUSE и т. д. безопасными? Конечно, они постоянно исправляют известные уязвимости безопасности, а некоторые из них (в частности, Red Hat) реализуют функции безопасности для снижения воздействия уязвимостей, но ни одна из них не направлена прежде всего на то, чтобы предотвратить попадание уязвимого программного обеспечения в дистрибутив.